# Новоселиця (Вінницький район)
Новосе́лиця (МФА: [nɔwoˈsɛlɪtsʲɑ])— село в Україні, у Літинській селищній громаді Вінницького району Вінницької області. Населення становить 274 особи, на 2001 рік за переписом в селі проживало 413 осіб.
Мовний склад місцевості Новоселиця

## Історія
Село засноване у 1560 році.
До 1960 року село мало назву Новоселиця-Літинська та Новоселиця-Казенна. Це досить давнє поселення. Початкове місце поселення вказують на правому березі Згару в урочищі Селище. Вірогідно, що саме від цього походить назва Новоселиця-Літинська.
Земля села була надана ще литовським князем Вітовтом зем'янину Богдану Микулинському  разом з цим селом ще й Почапинці та Микулинці. Входила до складу Літинського староства. В люстрації 1616 року, вказано, що вона була у володінні Петра Лаща. Наприкінці ХVІІІ ст. подарована була в довгострокову оренду графу Холоневському; з закінченням терміну цієї оренди в 1838 році. Новоселиця дісталася новим власникам, які своїм поводженням з кріпаками довели останніх до того, що вони відправляли до Імператора Миколи Павловича депутацію з проханням позбавити їх від поміщицького гніту, внаслідок чого маєток перейшов у казну.
12 червня 2020 року, відповідно до розпорядження Кабінету Міністрів України № 707-р «Про визначення адміністративних центрів та затвердження територій територіальних громад Вінницької області», село увійшло до складу Літинської селищної громади.
19 липня 2020 року, в результаті адміністративно-територіальної реформи та ліквідації Літинського району, село увійшло до складу Вінницького району.

## Географія
- Літинська дача — Заповідне урочище

## Постаті
- Маковійчук Іван Михайлович — український історик і журналіст, уродженець села.
- Бровкіна Катерина Андріївна — вчений-агрохімік. Доктор сільськогосподарських наук[11][12].
- Сивак Олександр Дмитрович (1976 — 2022) [13][14][15] — старший солдат Збройних сил України, учасник російсько-української війни.
- Колодинський Анатолій Іванович (1989 — 2023) [16][17][18] — солдат Збройних сил України, учасник російсько-української війни.